# 傅大章
傅大章（1919年—），河南省伊川县人。中华人民共和国政治人物。

## 生平
1937年1月在洛阳中学读书，期间加入中国共产党。1938年，历任太行南游击队工委书记、政治部主任，中共修(武)博(爱)武(陟)中心县委副书记。1939年，调任中共太南地委宣传部宣传科科长、部长。1946年3月至1947年4月，担任中共温县县委书记，1947年4月，中共新乡县委在辉县重建，后逐步向新乡县境内推移，他担任中共新乡县委书记。同年6月，离开南下，任中共岳西县委副书记，解放军工作团团长，中共皖西地委委员、民运部部长、地委副书记兼军分区副政委。1948年4月，任一地委副书记兼军分区副政治委员。
1951年，任中共安庆地委书记兼军分区政委。1955年后，任中共安徽省委委员、农村工作部副部长，中共合肥市委书记。1966年，担任中共淮北市委第一书记兼淮北矿务局局长、党委书记。1963年，任中共阜阳地委书记兼军分区政委。文化大革命期间受到冲击。1971年恢复工作后，任中共安庆地委副书记，安徽省农委副主任。1981年，担任中共芜湖市委书记。